# Maserati GranTurismo
Maserati GranTurismo är en sportbil, tillverkad av den italienska biltillverkaren Maserati sedan 2007.

## Maserati GranTurismo I
GranTurismo introducerades på Genèvesalongen i mars 2007. Bilen baseras på den stora fyrdörrarsvagnen Quattroporte. Motorn är en vidareutveckling av den V8 som sitter i företrädaren Coupe.
På Genèvesalongen 2008 kompletterades programmet med den starkare GranTurismo S. Motorn hämtas från Alfa Romeo 8C Competizione.
På bilsalongen i Frankfurt i september 2009 introducerade Maserati en cabriolet-version, kallad Maserati GranCabrio.

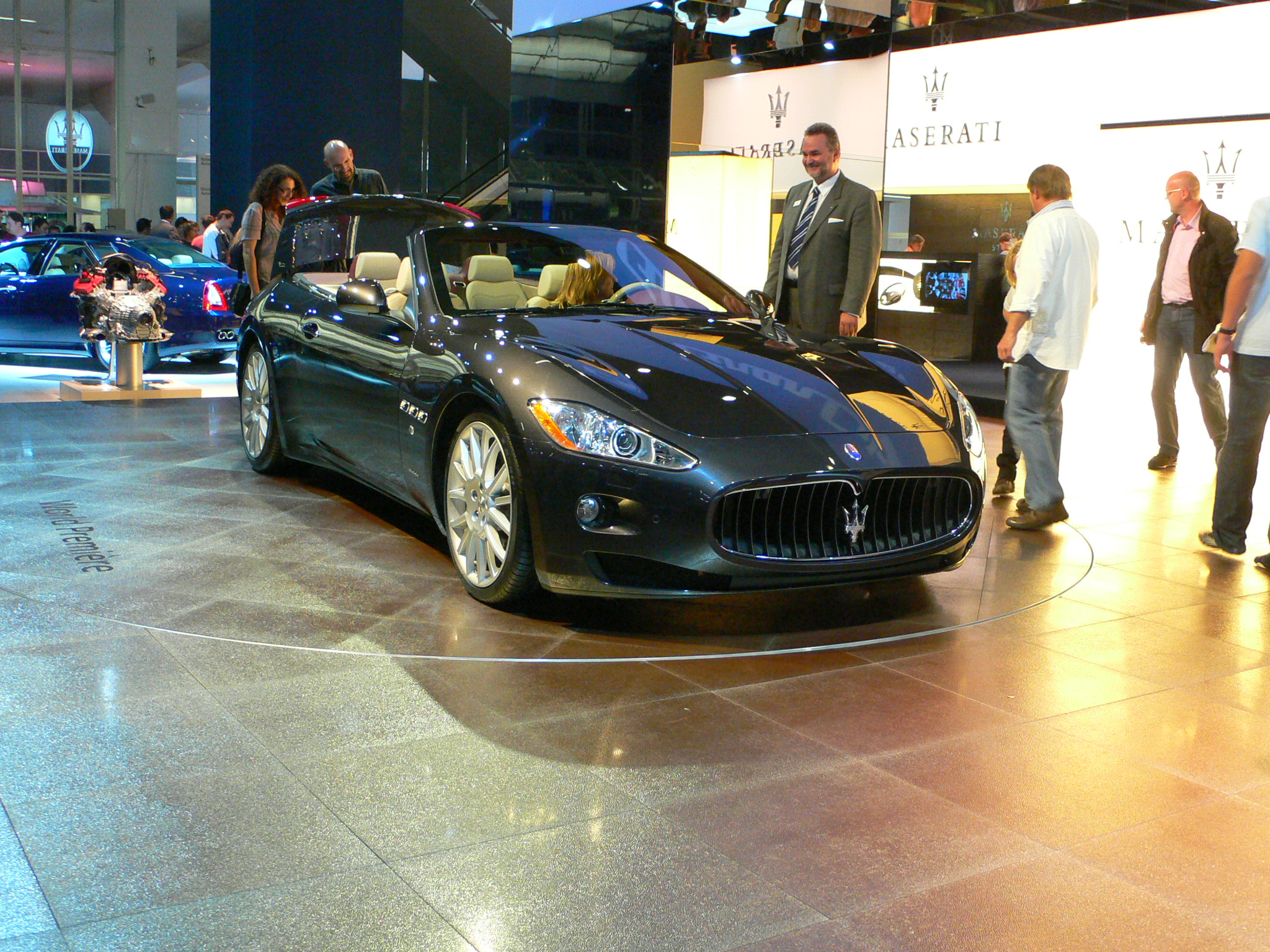
Maserati GranCabrio

Versioner:
| Modell                  | Motor              | Cylindervolym | Effekt | Bränslesystem      |
| ----------------------- | ------------------ | ------------- | ------ | ------------------ |
| GranTurismo             | 8-cyl V-motor DOHC | 4244 cm³      | 405 hk | Bränsleinsprutning |
| GranTurismo S           | 8-cyl V-motor DOHC | 4691 cm³      | 440 hk | Bränsleinsprutning |
| GranTurismo MC Stradale | 8-cyl V-motor DOHC | 4691 cm³      | 450 hk | Bränsleinsprutning |
| GranTurismo Sport       | 8-cyl V-motor DOHC | 4691 cm³      | 460 hk | Bränsleinsprutning |

## Maserati GranTurismo II
Tre år efter att den första generationen slutat tillverkas presenterades efterträdaren i oktober 2022. Formgivningen är en utveckling av första generationen men bilen bygger på en nyutvecklad plattform och kommer även som ren elbil..
Versioner:
| Modell              | Motor              | Cylindervolym | Effekt | Bränslesystem            |
| ------------------- | ------------------ | ------------- | ------ | ------------------------ |
| GranTurismo Modena  | 6-cyl V-motor DOHC | 2992 cm³      | 490 hk | Direktinsprutning, turbo |
| GranTurismo Trofeo  | 6-cyl V-motor DOHC | 2992 cm³      | 550 hk | Direktinsprutning, turbo |
| GranTurismo Folgore |                    |               | 761 hk | 3 st elmotorer           |